# Феномени преноса
У физици, хемији и хемијском инжињерству, феномени преноса представљају механизме преноса неке физичке величине са једног мјеста на друго. Три основа механизма преноса су провођење (дифузија), преношење (конвекција) и зрачење (радијација). 
Три основне величине које се третирају у феноменима преноса су:
- Пренос топлоте,
- Пренос масе, and
- Пренос количине кретања

Све три величине преносе се на аналоган начин.
Примјер за преношење:
Смицајни напон је у случају њутновских флуида пропорционалан градијенту импулса. Коефицијент пропорционалности је коефицијент вискозитета.
{\displaystyle \tau _{yx}=-\nu {\frac {d}{dy}}(\rho v_{x})}
Фуријеов закон говори о пропорционалности флукса топлоте и градијента температуре. Коефицијент пропорционалности је коефицијент топлотне проводности
{\displaystyle q_{y}=-\alpha {\frac {d}{dy}}(\rho C_{p}T)}
Фиков закон повезује флукс преноса масе и градијент хемијског потенцијала (у случају идеалних материјала - градијент концентрације). Коефицијент пропорционалности је коефицијент дифузије.
{\displaystyle j_{Ay}=-D_{AB}{\frac {d}{dy}}(\rho _{A})}
Сличности важе такође и за конвекцију. Конвективни пренос масе је описан једначинама сличним конвективном преносу топлоте.
Приликом изучавања феномена преноса потребно је користити веома компликован математички апарат, тензорски рачун и парцијалне диференцијалне једначине.